# Pavao Tekavčić
Pavao Tekavčić (* 23. August 1931 in Zagreb; † 19. März 2007 ebenda) war ein kroatischer Romanist und Italianist.

## Leben
Tekavčić studierte an der Universität Zagreb bei Petar Skok und Mirko Deanović. Er promovierte 1963 bei letzterem mit einer Arbeit über das Istriotische von Vodnjan (Današnji istroromanski dijalekt Vodnjana). Von 1965 bis zu seiner Erkrankung 1980 lehrte er an der Universität Zagreb, ab 1970 als Professor für Italienisch.

## Werke
- Uvod u vulgarni latinitet (s izborom tekstova), Zagreb 1970 (Einführung in das Vulgärlatein)
- Uvod u lingvistiku za studente talijanskog jezika, Zagreb 1979 (Einführung in die Linguistik für Italianisten)
- Grammatica storica dell'italiano, 3 Bde., Bologna 1972, 1980 (dazu: Roland Bauer, Die Grammatica storica dell'italiano von Pavao Tekavčić. Errata et corrigenda, in: Zeitschrift für romanische Philologie 128, S. 71–87)